# Otto Wirth (Jurist)
Otto Wirth (* 25. Januar 1861; † 4. Juni 1929) war ein deutscher Verwaltungsjurist.

## Werdegang
Wirth kam 1892 als Assessor an das Bezirksamt Altötting (Oberbayern) und war von 1899 bis 1920 dessen Leiter.
Anlässlich der Einweihung des neuen Altöttinger Rathauses im Jahr 1908 dankte ihm die Stadt seine Förderung des Baus mit Verleihung der Ehrenbürgerschaft. 1917 wurde er auch Ehrenbürger von Neuötting.